# مستر.بيكلز
مستر.بيكلز (بالإنجليزية:Mr. Pickles) أي سيد مخلل مسلسل رسوم متحركة أمريكية رسمها ويل كارلوس وديفيد ستيورت عرض على شبكات ادلت سويم عام 2013

## القصة
المسلسل يروي قصة عائلة عاديه تقيم في بلده غريبه لديها كلب شياطيني

## وصلات خارجية
- مستر.بيكلز على موقع IMDb (الإنجليزية)
- مستر.بيكلز على موقع كينوبويسك (الروسية)
- مستر.بيكلز على موقع قاعدة بيانات الفيلم (الإنجليزية)
- الموقع الرسمي